# Катрин Апългейт
Катрин Апългейт (на английски: Katherine Applegate) е много плодовита американска писателка на произведения в жанра детско-юношеска литература, научна фантастика, фентъзи, приключенски роман и любовен роман. Съпруга е на писателя Майкъл Грант. Публикува и под псевдонимите К. А. Апългейт (със съпруга си), Л. Е. Блеър (L. E. Blair), Катрин Кендъл (Katherine Kendall) за романтичните ѝ романи за „Арлекин“, Пат Полари (Pat Pollari), А. Р. Плъмб (A.R. Plumb), Бет Кинкейд (Beth Kincaid) и Никълъс Стивънс (Nicholas Stevens).

## Биография и творчество
Катрин Алис Апългейт е родена на 9 октомври 1956 г. в Ан Арбър, Мичиган, САЩ. Живяла е в Тексас, Флорида, Калифорния, Илинойс и Северна Каролина. След като живее в Пелаго, Италия в продължение на една година, се връща в Ървайн, Калифорния. Следва ветеринарна медицина в Тексаския университет, но се насочва към писателска кариера.
Започва да пише като призрачен писател за спиноф поредицата за юноши Sweet Valley Twins. От 1988 г. започва да пише поредица от книги за момичета и любовни романи, понякога под псевдоним и за различни поредици. В поредицата си „Оушън Сити“ представя истории за млади жени, които търсят любовта, и сред прохладния океански въздух и романтичните летни нощи, те или ще успеят или ще си тръгнат разочаровани.
През 1996 г. заедно със съпруга си Майкъл Грант, пишат първите книги от поредицата „Аниморфи“, с която стават известни. Поредицата представя историите на група тийнейджъри, които получават силата от умиращо извънземно да се трансформират във всяко животно, което докоснат, и защитават Земята от други паразитни извънземни. В периода 1998 – 1999 г. поредицата е екранизирана в едноименния телевизионен сериал на „Никелодеон“. Поредицата има и няколко подпоредици.
Следват поредиците ѝ „Вечен свят“ (истории за четири деца от нашия свят и едно момиче от фантастичния свят, които се изправят пред всякакви опасни приключения) и „Оцелели“ (след като астероид удря Земята, екипаж от тийнейджъри са са сред 80-те оцелели в космическа совалка и със световния кораб „Майка“ преживяват различни приключения в търсене на енергийния извор „Източника“). През 2003 г. със съпруга си осиновяват втората си дъщеря от Китай и тя си взема три години почивка от писането.
През 2007 г. романът ѝ „Домът на смелите“, разказващ за судански бежанец в САЩ, печели наградата „Голдън Кити“ на Дружеството на писателите и илюстраторите на детски книги.
Романът ѝ „Единственият и неповторим Айвън“ от 2012 г. получава медала „Нюбъри“. Романът е разказан от гледна точка на горила, която седи сама в стъклена клетка в търговски център като атракция за посетители в продължение на много години. Романът е вдъхновен от репортаж на „Ню Йорк Таймс“ за съдебна битка за съдбата на горилата Иван, който е бил експонат в търговския център B & I в Такома в продължение на 26 години. През 2020 г. по книгата е направен едноименния филм, който е смесица от анимация и игрален филм с участието на Дани Де Вито, Сам Рокуел, Шака Кан и Хелън Мирън.
Катрин Апългейт живее със семейството си в Тибурон, Калифорния.

## Произведения

### Самостоятелни романи
- The Midas Touch (1988) – като Катрин Кендъл[4]
- Home of the Brave (2007)[1][3]
- Crenshaw (2015)[2]
- Wishtree (2017) [4]
- Willodeen (2021)
- Odder (2022)
- Dogtown (2023) – с Дженифър Чолденко

### Поредица „Момичешки разговори“ (Girl talk) – като Л. Е. Блеър
поредицата съдържа 45 книги в периода 1990 – 1992 г.

### Поредица „Оушън Сити“ (Ocean City)
поредицата съдържа 11 книги в периода 1993 – 1995 г.

### Поредица „Създаване на вълни“ (Making Waves)
поредицата съдържа 10 книги в периода 1993 – 2002 г.

### Поредица „Направено / Тайната на Нина“ (Making Out)
фентъзи поредица от 28 романа написани и издадени в периода 1994 – 1998 г. съвместно от нея и съпруга ѝ, други призрачни писатели, под псевдонима К. А. Апългейт
1. Zoey Fools Around (1994)[1][2]
2. Jake Finds Out (1994)
Джейк узнава истината, изд.: ИК „ЕРА“, София (1996), прев. Евгения Георгиева
3. Nina Won't Tell (1994)
4. Ben's in Love (1994)
5. Claire Gets Caught (1994)
6. What Zoey Saw (1994)
7. Lucas Gets Hurt (1998)
8. Aisha Goes Wild (1994)

следващите книги от поредицата (9 – 28) са написани от различни призрачни писатели

### Поредица „Лято“ (Summer)
1. June Dreams (1995)[1][2]
2. July's Promise (1995)[3]
3. August Magic (1995)
4. Sand, Surf and Secrets (1996)
5. Rays, Romance and Rivalry (1996)
6. Spring Break Reunion (1996)
7. Beaches, Boys and Betrayal (1996)
8. Sun-Kissed Christmas (1996)

### Поредица „Аниморфи“ (Animorphs)
научнофантастична и фентъзи поредица от 54 романа написани и издадени в периода 1996 – 2001 г. съвместно от нея и съпруга ѝ, както и от други призрачни писатели, под псевдонима К. А. Апългейт.
в света на „Аниморфи“
- поредица „Андалити, Аниморфи, Мегаморфи“ (Andalites, Animorphs, Megamorphs) – 4 книги (1997 – 2000)[1]
- поредица „Аниморфни хроники“ (Animorphs Chronicles) – 4 книги (1997 – 2000)[3]
- поредица „Аниморфи, Алтернаморфи“ (Animorphs, Alternamorphs) – 2 книги (1999 – 2000)[5]

### Поредица „Вечен свят“ (Everworld)
поредицата съдържа 12 книги в периода 1999 – 2001 г.

### Поредица „Оцелели“ (Remnants)
поредицата съдържа 14 книги в периода 2001 – 2003 г.

### Поредица „Правилата на Роско Райли“ (Roscoe Riley Rules)
поредицата съдържа 7 книги за деца в периода 2008 – 2009 г.

### Поредица „Ева и Адам“ (Eve and Adam) – с Майкъл Грант
- Love Sucks and Then You Die (2013) – предистория

1. Eve and Adam (2012)[1][3]

### Поредица „Единственият и неповторим Айвън“ (One and Only Ivan)
1. The One and Only Ivan (2012) – медал „Нюбъри“[1][2]
Единственият и неповторим Айвън, изд.: „Сиела“, София (2016), прев. Гергана Стойчева – Нуша
2. The One and Only Bob (2020)
3. The One and Only Ruby (2023)

### Поредица „Краен“ (Endling)
поредицата съдържа 3 книги в периода 2018 – 2021 г.

### Поредица „Дого и Пупер“ (Doggo and Pupper)
поредицата съдържа 3 книги за деца в периода 2021 – 2023 г.

### Участие в общи серии с други писатели

#### Поредица „Романтични промени“ (Changes Romance)
3. The Unbelievable Truth (1992)
Невероятната истина, изд. „Светулка 44“ (1996), прев. Малина Георгиева
9. My Sister's Boyfriend (1992)

#### Поредица „Любовни истории“ (Love Stories)
2. Sharing Sam (1995)

#### Поредица „Супер любовни истории“ (Love Stories Super)
1. Listen to My Heart (1996)

### Документалистика
- The Story of Two American Generals: Benjamin O. Davis Jr. and Colin L. Powell (1992)[4]

### Екранизации
- 1998 – 1999 Animorphs – тв сериал, 26 епизода
- 2007 Animorphs – късометражен
- 2020 Единственият и неповторим Айвън, The One and Only Ivan
- ?? Crenshaw – по романа In Development